# Słupnica
http://www.slupnica.pl.tl
Słupnica [swupˈnit͡sa] là một ngôi làng thuộc khu hành chính của Gmina Biskupiec, thuộc huyện Nowomiejski, Warmińsko-Mazurskie, phía bắc Ba Lan. Nó nằm khoảng 3 kilômét (2 mi) phía tây bắc Biskupiec, 21 km (13 mi) về phía tây bắc của Nowe Miasto Lubawskie và 84 km (52 mi) về phía tây của thủ đô khu vực Olsztyn.